# Ashley Ellyllon
Ashley Ellyllon Jurgemeyer (née le 30 juillet 1984 à Scottsdale) est une pianiste et claviériste américaine originaire de Scottsdale en Arizona qui a fait partie du groupe de metal extrême Cradle of Filth de 2009 à 2011 et du groupe de rock progressif Orbs.

## Biographie
Ashley a pris des leçons de piano dès l'âge de six ans et a poursuivi ses études dans le domaine de la musique à l'Université d'Arizona où elle a été diplômée. Elle a occupé la place de claviériste au sein du groupe de black metal Abigail Williams de 2005 à 2008. Durant cette période, elle a enregistré l'EP Legend et l'album In the Shadow of a Thousand Suns. Ellyllon a été élue "The Hottest Chicks in Metal" par le magazine magazine Revolver au mois de décembre 2008.
En 2009, Ashley a rejoint le groupe de metal extrême Cradle of Filth après les départs de Rosie Smith et de Sarah Jezebel Deva afin de prendre la place de claviériste et d'assurer les chœurs.
Elle finira par quitter le groupe et sera remplacée par Carolin Campbell. Ashley fait aussi partie du groupe de rock progressif Orbs au côté de Dan Briggs et d'Adam Fisher.

## Discographie
- Abigail Williams : Legend (EP, 2006, Candlelight)
- Abigail Williams : In the Shadow of a Thousand Suns (ALBUM, 2008, Candlelight)
- Orbs : Asleep next to science (ALBUM, 2010, Equalvision Records)
- Cradle Of Filth : Darkly Darkly Venus Aversa (ALBUM, 2010, Peaceville Records)

## Anecdote
Ellyllon a été élue "The Hottest Chicks in Metal" par le magazine magazine Revolver en décembre 2008.